# Lamium
Lamium és un gènere de plantes amb flor de la família de les lamiàcies.
Són plantes herbàcies originàries d'Euràsia i l'Àfrica del nord.
N'hi ha entre 40 i 50 espècies anuals o perennes. Algunes espècies que formaven abans part del gènere Lamium, formen part ara d'altres gèneres, com l'ortiga morta groga (Lamiastrum galeobdolon), Galeopsis i Leonurus.
Les fulles de Lamium són l'àpat favorit de les erugues d'alguns lepidòpters, com Phlogophora meticulosa, Phlogophora meticulosa, Coleophora ballotella, Coleophora lineolea i Coleophora ochripennella.

## Taxonomia
- Lamium album - ortiga morta
- Lamium amplexicaule - tinya negra, peus del nostre senyor, gallets
- Lamium bifidum Cirillo
- Lamium barbatum
- Lamium caucasicum Grossh.
- Lamium chinense Benth.
- Lamium confertum Fr.
- Lamium corsicum
- Lamium eriocephalum Benth.
- Lamium flexuosum - ortiga morta, ortiga borda o ortiga blanca
- Lamium galactophyllum Boiss. & Reut.
- Lamium garganicum
- Lamium glaberrimum
- Lamium hybridum - lami incís
- Lamium maculatum - marruc
- Lamium macrodon Boiss. & A.Huet
- Lamium moluccellifolium
- Lamium moschatum Mill.
- Lamium multifidum L.
- Lamium orientale (Fisch. & C.A.Mey.) E.H.L.Krause
- Lamium orvala
- Lamium purpureum - ortiga morta morada
- Lamium taiwanense S.S.Ying
- Lamium tomentosum Willd.
- Lamium tschorochense A.P.Khokhr.
- Lamium vreemanii A.P.Khokhr.

## Galeria

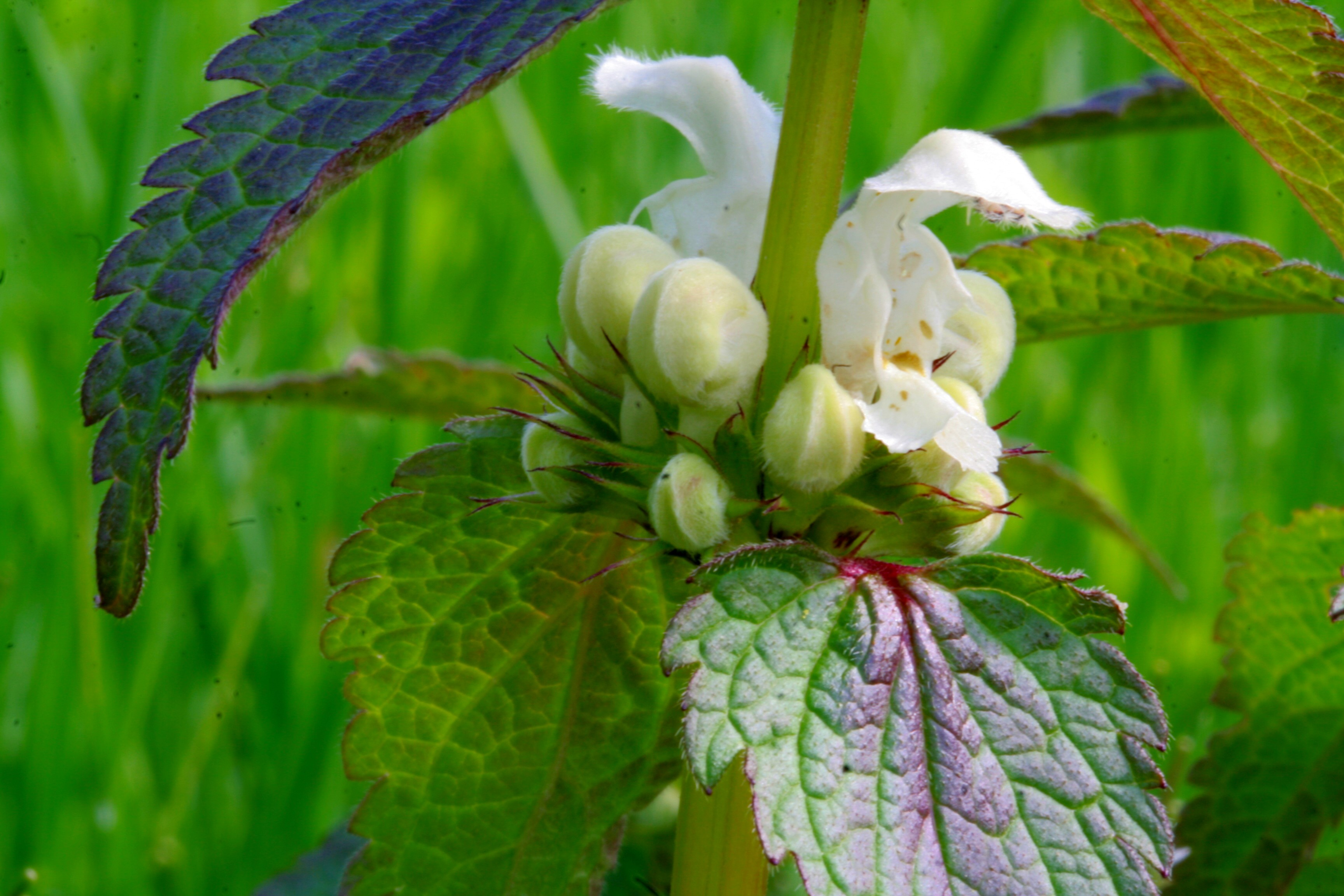
Lamium album
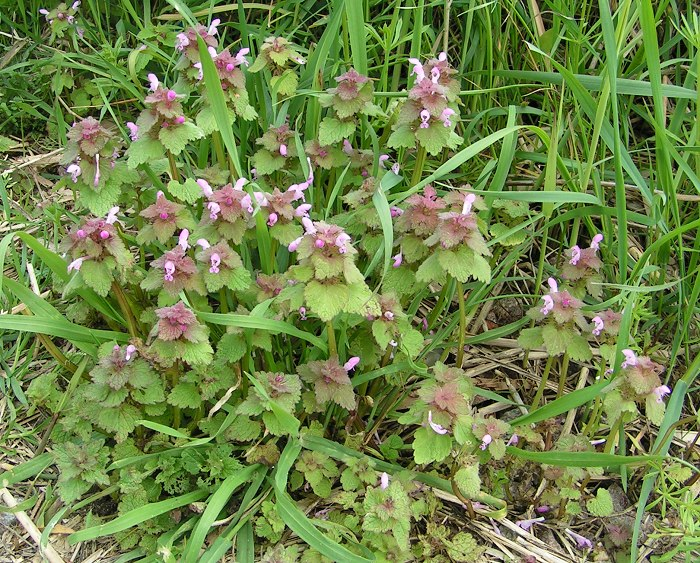
Lamium purpureum
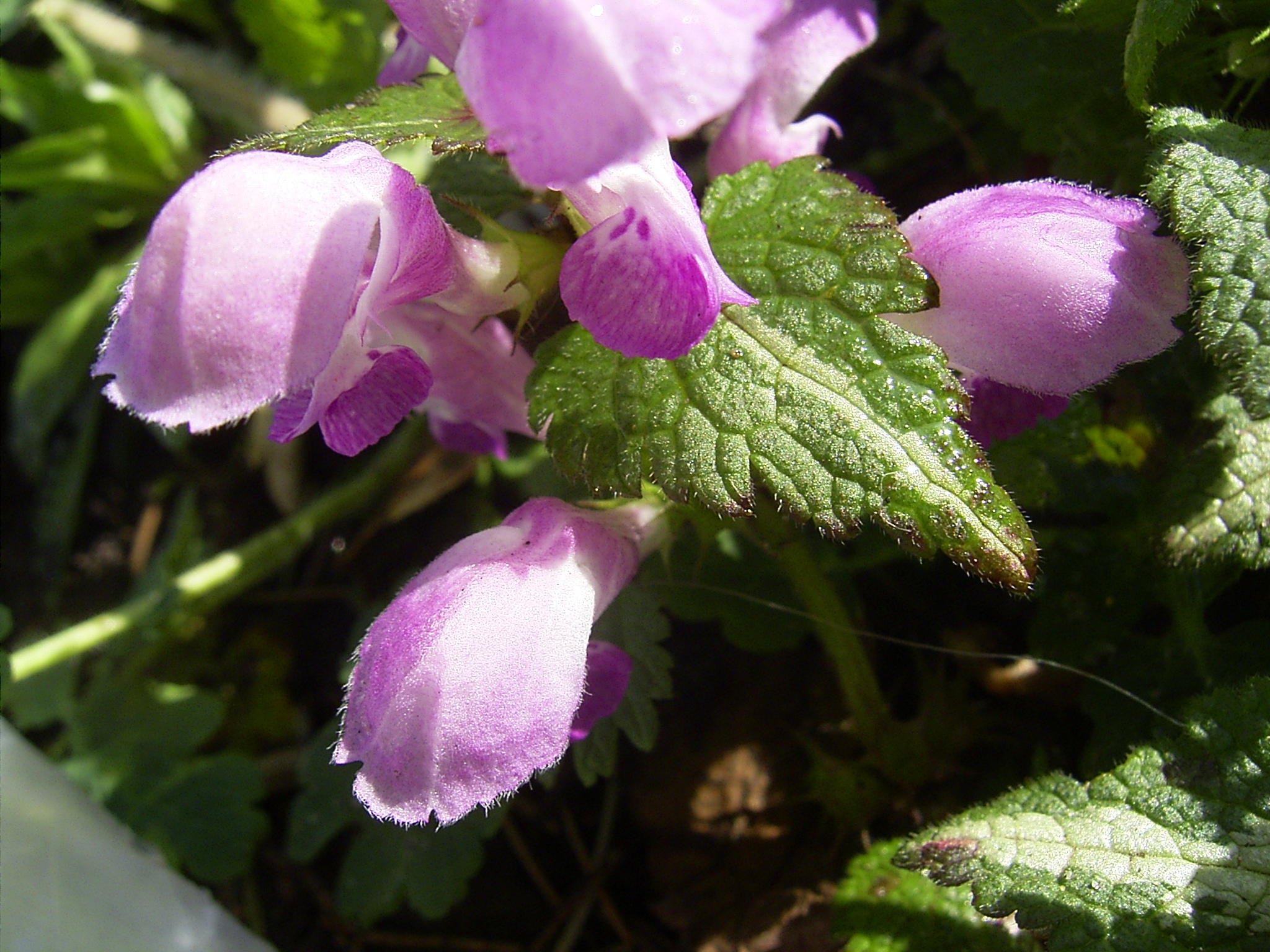
Flors de Lamium maculatum
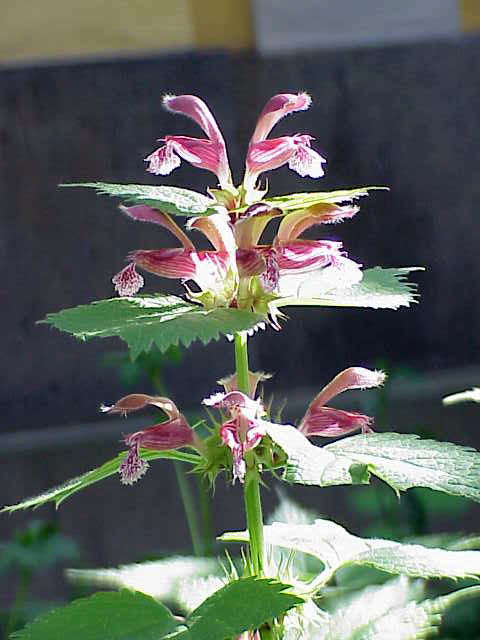
Lamium orvala
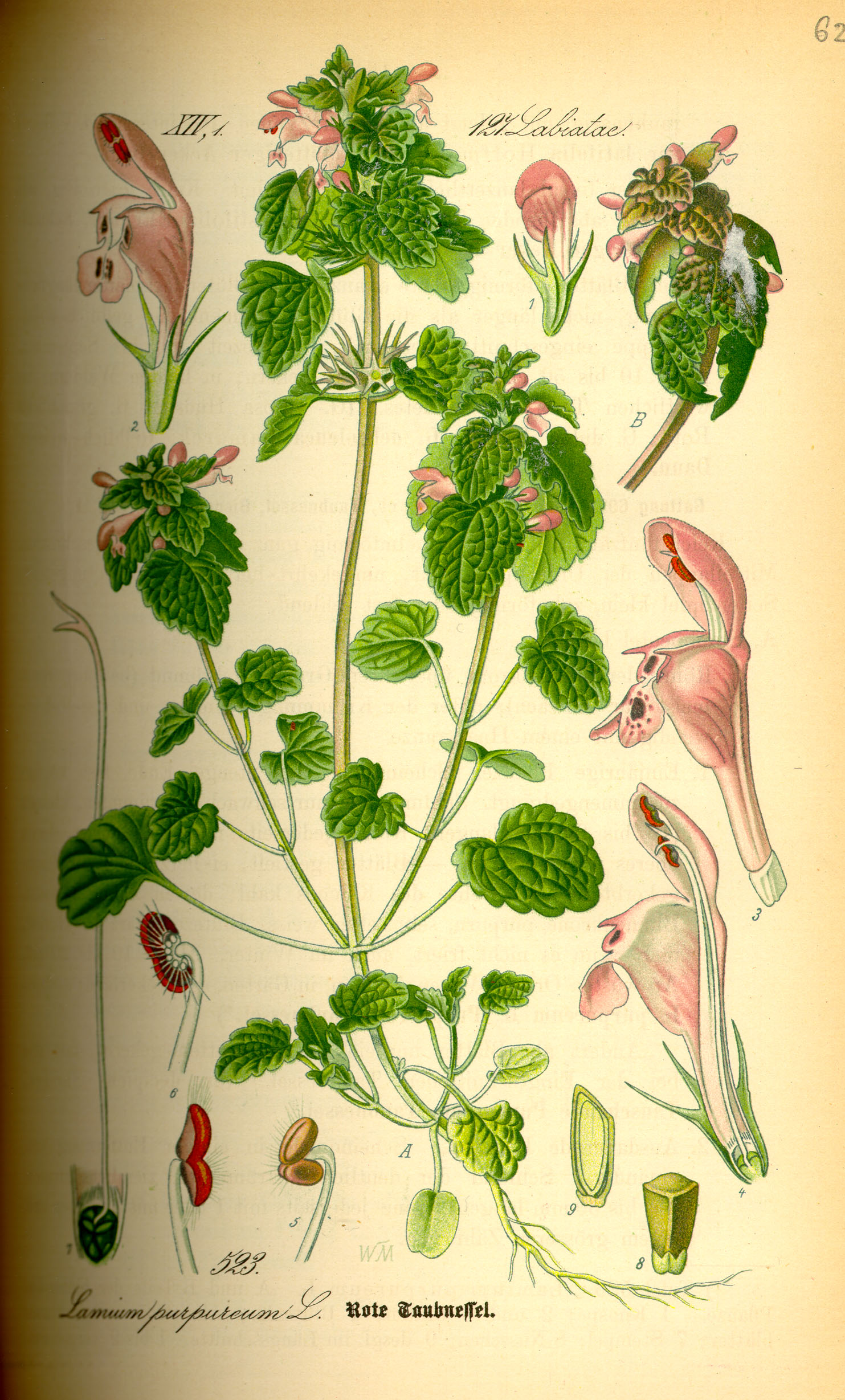
Lamium purpureum de Thomé, Flora von Deutschland, Österreich und der Schweiz 1885